# 粟巣野駅
粟巣野駅（あわすのえき）は、かつて富山県上新川郡大山町（現・富山市）にあった富山地方鉄道立山線の駅（廃駅）である。
かつては大阪駅から急行立山が乗り入れるなど、粟巣野スキー場への最寄駅として利用されていた。

## 沿革
当駅は、当初富山県営鉄道の同線の終着駅として開業し、立山開発の基点として貨客集散の地となっていたが、その後、1955年（昭和30年）7月1日に至って千寿ヶ原駅（現在の立山駅）が開業し、ターミナル駅の役目を同駅に譲ることとなった。以後は周囲に人家が無いこともあり利用者数が皆無近くまで激減し、普通列車の大半が当駅を通過するようになった。これ以降も粟巣野スキー場の最寄駅として利用されていたが、立山駅から同スキー場への道路整備及び真川大橋が1975年（昭和50年）11月に竣工したことによりその役目も終わり、1981年（昭和56年）5月22日に廃止された。
- 1936年（昭和11年）5月6日 - 富山県営鉄道が千垣 - 粟巣野間の鉄道敷設免許を受ける[6][7]。
- 1937年（昭和12年）10月1日 - 富山県営鉄道が千垣駅 - 粟巣野駅間の運輸営業開始認可を得て、当駅を終着駅とし同区間を開業する[8][6]。開業当時の乗車賃は当駅 - 南富山駅間で63銭、当駅 - 千垣駅間で14銭であった[9]。
- 1942年（昭和17年）5月28日 - 富山県営鉄道、当駅 - 千垣間の日本発送電に対する譲渡の許可を受け、これを譲渡し、当駅は日本発送電所属となる[6][7]。
- 1943年（昭和18年）1月1日 - 日本発送電所属鉄道を富山地方鉄道に譲渡し、当駅は富山地方鉄道立山線所属となる[6]。
- 1946年（昭和21年）6月1日 - 当駅 - 電鉄富山駅間において上滝駅経由により直通運転を開始する[6]。
- 1954年（昭和29年）
  - 4月1日 - 当駅 - 小見駅（現：有峰口駅）間を富山地方鉄道より立山開発鉄道に譲渡し、当駅は立山開発鉄道線所属となる[6]。
  - 8月1日 - 当駅 - 立山仮駅間（0.8粁）が開業する[6]。
- 1955年（昭和30年）7月1日 - 立山仮駅 - 千寿ヶ原駅（現：立山駅）間が開業し、同時に立山仮駅を廃する[6][10]。
- 1962年（昭和37年）4月1日 - 立山開発鉄道、小見駅 - 千寿ヶ原駅間を富山地方鉄道に譲渡し、当駅は富山地方鉄道立山線所属となる[6]。
- 1981年（昭和56年）5月22日 - 廃止[6]。

## 駅構造
2面のホームを有する地上駅であった。当駅跡地にはホーム跡、架線柱が残存している。

## チェアリフト（高架索道）
粟巣野駅の上部には粟巣野スキー場があり、かつて粟巣野駅とスキー場をつなぐ上山用のチェアリフト（高架索道）が架かっていた。
スキー場オープンと同じく1960年（昭和35年）12月20日に架けられた1人乗りのチェアリフトで、当時は現在のように立山駅かららいちょうバレースキー場を経由するアクセス道路がなく、一つ手前の本宮駅より長い坂道を上り、極楽坂スキー場を経て粟巣野スキー場へと至る道路しかなかった。そのため電車を利用の場合、粟巣野スキー場へもっとも早くアクセスできる唯一の交通機関であった。その後1977年（昭和52年）に、立山駅から県営ゴンドラスキー場（現:らいちょうバレースキー場）へのアクセス道路工事が始まり廃止の上撤去された。